# Canale Regina Elena
Il canale Regina Elena è un canale ad uso irriguo che scorre nella provincia di Novara.

## Storia
La costruzione del canale, dedicato alla regina Elena, iniziò nel 1938, contemporaneamente alla diga della Miorina poco più a nord, ed entrò in esercizio nel 1954 quando fu ultimata anche la diga di Porto della Torre.

È lungo circa 25 chilometri, ha una portata all'imbocco di 70 m³/s che scendono a 45 m³/s dopo la presa del Diramatore Alto Novarese.

## Percorso
Si origina dalle acque del Ticino presso l'invaso formato dalla diga di Porto della Torre, nel comune di Varallo Pombia, entrando immediatamente in una galleria che gli permette di superare il dislivello della valle del Ticino.

Scorre verso sud pressoché parallelo al sinuoso corso del fiume, in parte all'aperto ed in parte in galleria, segnando per un tratto il confine del Parco naturale della Valle del Ticino.

Giunto nel comune di Bellinzago Novarese piega verso ovest e dà origine al diramatore Alto Novarese.

Da qui in poi scorre verso sud parallelo alla SS 32 fino a sfociare nel canale Cavour, presso Veveri, pochi metri prima della presa del canale Quintino Sella.

## Utilizzi
La sua principale funzione è quella di integrare le carenze del canale Cavour grazie alle acque del Lago Maggiore che rappresenta la più sicura fonte di approvvigionamento idrico per l'intera rete, specie nei periodo di siccità.